# Oswaldtwistle
Oswaldtwistle är en stad i distriktet Borough of Hyndburn i grevskapet Lancashire i England i Storbritannien. Den ligger längs Leeds and Liverpool Canal, och ingår i Accringtons urbana område. Oswaldtwistle hade 12 527 invånare vid folkräkningen 2001, och täcker en yta av 2,15 km². Staden är en vänort till Falkenberg.